# Jonathan Sesma
Jonathan Sesma González (Las Palmas, 14 de novembro de 1978) é um médio da Espanha que joga atualmente no Real Valladolid.

## Clubes
- 1997-1998 : CD Corralejo -  Espanha
- 1998-1999 : Universidad Las Palmas -  Espanha
- 1999-2000 : Mallorca B -  Espanha
- 2000-2001 : Universidad Las Palmas -  Espanha
- 2001-2001 : Córdoba CF -  Espanha
- 2002-2002 : AD Ceuta -  Espanha
- 2002-2003 : Universidad Las Palmas -  Espanha
- 2003-2007 : Cádiz CF -  Espanha
- 2007-presente : Real Valladolid -  Espanha